# Sperr-stempel
Een Sperr-stempel was een speciaal stempel dat in de periode 1942-1943 werd uitgegeven door de Joodse Raad voor Amsterdam. Sperrung (Ned. blokkeren, vrijstelling) was een vrijstelling van gedwongen deportatie van Joden naar concentratie- en vernietigingskampen tijdens de Tweede Wereldoorlog. De gedwongen deportatie van Joden was onderdeel van de anti-Joodse maatregelen die werden uitgevoerd in opdracht van de Duitse bezetter. 

## De deportatie van Joden in Nederland
De Joodse Raad voor Amsterdam, die in februari 1941 verplicht werd opgezet en direct verantwoordelijk was aan de lokale Duitse autoriteiten in Amsterdam, werd in de eerste helft van 1942 gedwongen om mee te werken aan de deportaties van Joden. Deze deportaties werden in aanvang eufemistisch omschreven als oproepen voor “arbeidskampen”, maar het onmiddellijke doel was een vereenvoudiging van de “Endlösung” en mag niet gelijkgesteld worden aan de Arbeitseinsatz of arbeidsinzet, waarbij niet-Joodse Nederlanders werden gedwongen in Duitsland te werken, vooral in de Duitse wapenindustrie. Weigering door niet-Joodse Nederlanders werd gestraft met het stopzetten van de werkloosheidsuitkering. 

## Het Sperr-stempel

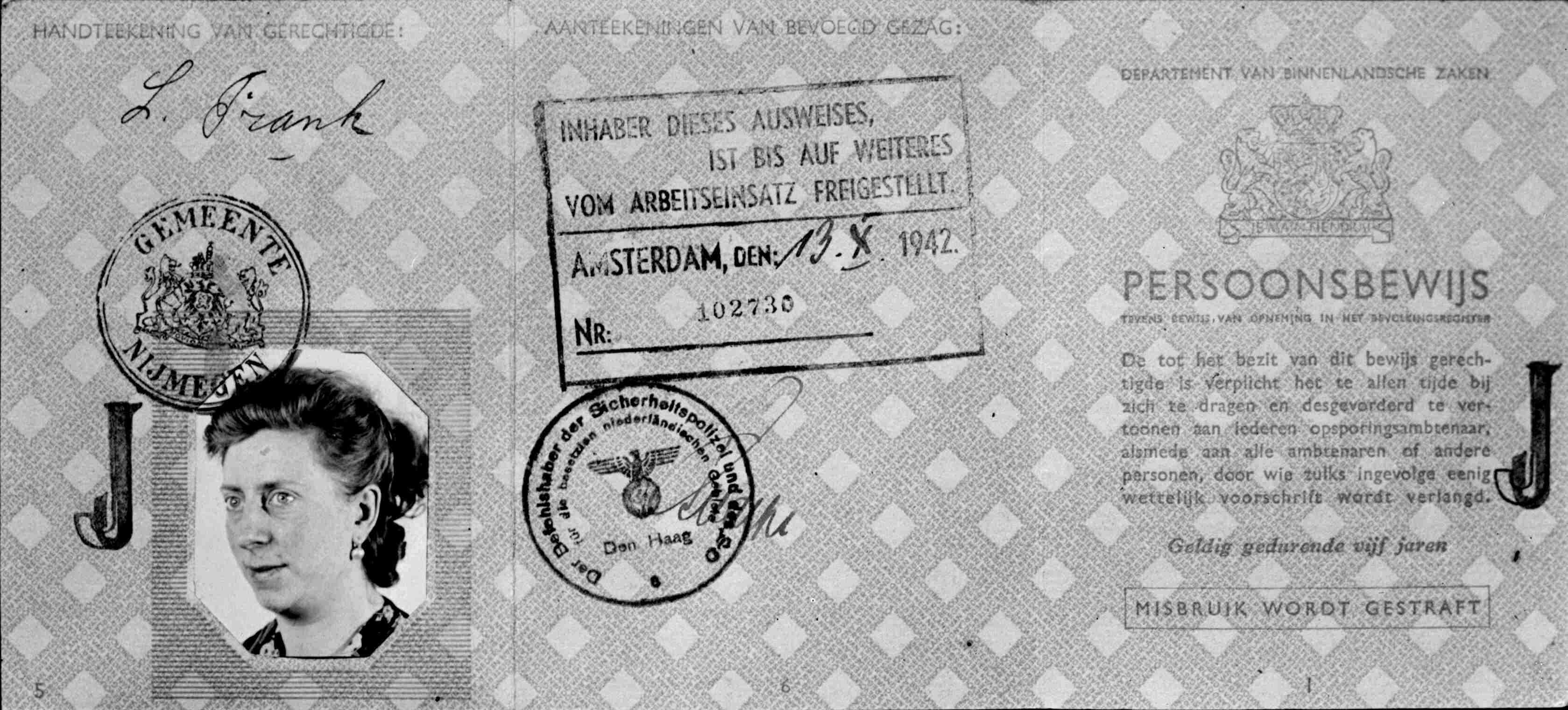
Persoonsbewijs met een J en een 100.000-stempel (gemengd-gehuwden)

In enkele uitzonderingsgevallen had de Duitse bezetter een mogelijkheid gegeven aan de Joodse Raad voor een vrijstelling van deportatie van Joden gedurende 1942-1943. Deze vrijstelling werd "Sperrung" genoemd. De achterliggende gedachte van de Duitse bezetter was het scheppen van een breuk in de saamhorigheid van de Joodse gemeenschap, zoals in het gezegde "divide et impera" (verdeel en heers) wordt verwoord. Naast het al bestaande Joden-stempel in het persoonsbewijs werd een "Sperr-stempel" geplaatst, voorzien van een Sperr-nummer. Dit stempel, dat door de Joodse Raad werd afgegeven, gaf recht op tijdelijke vrijstelling van deportatie (bis auf weiteres freigestellt vom Arbeitseinsatz). Het betekende tijdwinst, maar was in feite slechts het verschil tussen “een latere dood of een vroegere dood” in de woorden van Dr. J. Presser.
Het Sperr-stempel werd ook wel het "stempel-Bolle" genoemd, naar de algemene secretaris van de Joodse Raad.

## Soorten Sperr-stempels
Er waren diverse soorten Sperr-stempels voor verschillende Joodse groepen. Zo was er het 10.000 stempel, het 20.000 stempel, het 30.000 stempel voor mensen die op de Calmeyer-lijst voorkwamen, het 40.000 stempel, het 60.000 stempel, het 80.000- en 90.000 stempel voor de Joodse Raad voor Amsterdam, het 100.000 stempel voor gemengd-gehuwde Joden en het 120.000 stempel. Het aantal sperren dat de Joodse Raad mocht uitgeven werd door de Duitse bezetter steeds verder gereduceerd en uiteindelijk in september 1943 afgeschaft.
Na de laatste razzia van 29 september 1943 in Amsterdam, waarbij ook alle medewerkers en het bestuur van de Joodse Raad werden opgepakt en gedeporteerd, hield de Joodse Raad op te bestaan.
Vanaf 29 september 1943 waren er officieel geen Joden meer in Nederland, behalve de groep gemengd-gehuwde Joden en de groep Calmeyer-joden. Deze laatsten waren erin geslaagd via een speciale aanvraag i.v.m. twijfels omtrent hun afstamming, hun registratie als vol-Jood te laten veranderen in niet-Jood, half-Jood of kwart-Jood.
De deportaties ná deze datum betroffen alleen nog ondergedoken Joden.